# Спілка архівістів України
Спілка архівістів України (САУ) — добровільна незалежна всеукраїнська громадська творча організація, що об'єднує архівістів, істориків, документознавців, інших громадян на основі спільних інтересів задля реалізації статутних завдань. Створена у Києві 21 травня 1991 року. Має місцеві відділення у державних архівах областей України. Підтримує контакти з відповідними об'єднаннями Росії, Білорусі, Польщі, Угорщини, Канади. Керівними органами організації є правління Спілки, рада правління, контрольно-ревізійна комісія. Видає інформаційний бюлетень «Архівіст: Вісник САУ».
Метою діяльності Спілки є сприяння розвитку архівної справи в Україні, задоволення й захист соціальних, наукових, творчих, національно-культурних та інших спільних інтересів її членів. Серед завдань організації — участь у наукових дослідженнях у галузі архівної справи, вивчення різних аспектів фахової діяльності архівістів, поліпшення професійної освіти, підвищення кваліфікації працівників архівів, поширення знань про роль і значення архівної справи.

## Керівництво
Організацію очолювали:
- 1991—1998 роки — Кульчицький Станіслав Владиславович (обраний на Установчому з'їзді у Києві 5 березня 1991);
- 1998—2000 роки — Іваненко Борис Васильович;
- 2001—2004 роки — Лозицький Володимир Сергійович;
- 2004—2009 роки — Кулініч Юрій Якович[2] (обраний 17 березня 2004 року на пленумі САУ)[3].

З 26 лютого 2015 року Спілку очолює Щербак Микола Григорович.